# Tuggsystemet
Tuggsystemet eller tuggapparaten eller mun, tänder, svalg är inom anatomin det system som innefattar mun, tänder, käke och svalg. 
Den medicinska specialiteten på detta system återfinns bland tandläkare och läkare inom öron-näsa-hals (ÖNH).